# بروكس لينون
بروكس لينون (بالإنجليزية: Brooks Lennon)‏ (22 سبتمبر 1997 بمقاطعة ماريكوبا في الولايات المتحدة - ) هو لاعب كرة قدم أمريكي في مركز الوسط. لعب مع نادي ليفربول.

## روابط خارجية
- بروكس لينون على موقع الدوري الأمريكي (الإنجليزية)
- بروكس لينون على موقع قاعدة بيانات كرة القدم.إي يو (الإنجليزية)
- بروكس لينون على موقع ناشيونال فوتبول تيمز (الإنجليزية)
- بروكس لينون على موقع Soccerway.com (الإنجليزية)